# Wapen van Ried (Nederland)

Wapen van Ried

Het wapen van Ried is het dorpswapen van het Nederlandse dorp Ried, in de Friese gemeente Waadhoeke. Het wapen werd in de huidige vorm in 2000 geregistreerd.

## Beschrijving
De blazoenering van het wapen luidt als volgt:
In zilver een golvende blauwe linkerschuinbalk, beladen met twee gouden korenaren in de zin van de balk; de balk van boven vergezeld door een aanziende zwarte kattekop met gouden ogen en van onderen door drie groene klaverbladen.
De heraldische kleuren zijn: zilver (zilver), azuur (blauw), goud (goud), sabel (zwart) en sinopel (groen).

## Symboliek
- Golvende schuinbalk: symbool voor de stroom de Ried waar het dorp zijn naam aan ontleent.[3]
- Korenaren: staan voor de klei als landbouwgrond.[3]
- Klaverbladen: verwijzen naar de veehouderij van gemengde bedrijven.[3]
- Kattenkop: duidt op de bijnaam van de inwoners van Ried (Riedster katten).[3]
- Kleurstelling: het wapen is een omgekeerde uitvoering van het wapen van Westergo.[3]

Het wapen van Westergo.

## Zie ook

Vlag van Ried